# 2437 Amnestia
A 2437 Amnestia (ideiglenes jelöléssel 1942 RZ) a Naprendszer kisbolygóövében található aszteroida. Marjy Väisälä fedezte fel 1942. szeptember 14-én.